# 千葉県の土地区画整理事業一覧
千葉県の土地区画整理事業一覧（ちばけんのとちくかくせいりじぎょういちらん）は、
千葉県内で実施中、または実施された土地区画整理事業の一覧である。

## 施行事業一覧

### 市原市・千葉市
- 千原台土地区画整理事業（旧住宅公団施行、1977年～2006年）

### 千葉市
- 千葉都市計画事業　汐見ヶ丘土地区画整理事業（組合施行、1935年～1938年）
- 千葉都市計画事業　新宿土地区画整理事業（組合施行、1935年～1940年）
- 千葉都市計画事業　千葉第一土地区画整理事業（組合施行、1935年～1937年）
- 千葉都市計画事業　新千葉土地区画整理事業（組合施行、1936年～1940年）
- 千葉都市計画事業　稲毛土地区画整理事業（組合施行、1937年～1944年）
- 千葉都市計画事業　吾妻台土地区画整理事業（組合施行、1937年～1943年）
- 千葉都市計画事業　検見川土地区画整理事業（組合施行、1939年～1945年）
- 千葉都市計画事業　荒木山土地区画整理事業（組合施行、1940年～1959年）
- 千葉都市計画事業　弥生ヶ丘土地区画整理事業（組合施行、1941年～1959年）
- 千葉都市計画事業　南部(一工区)土地区画整理事業（市施行、1942年～2012年）
- 千葉都市計画事業　南部(二工区)土地区画整理事業（市施行、1942年～2012年）
- 千葉都市計画事業　南部(三工区)土地区画整理事業（市施行、1942年～2012年）
- 千葉都市計画事業　鵜の森土地区画整理事業（組合施行、1944年～1952年）
- 千葉都市計画事業　北部第一土地区画整理事業（市施行、1944年～1994年）
- 千葉都市計画事業　北部第二土地区画整理事業（市施行、1944年～1989年）
- 千葉都市計画事業　復興土地区画整理事業（知事施行、1947年～1989年）
- 千葉都市計画事業　長洲土地区画整理事業（市施行、1953年～1979年）
- 千葉都市計画事業　登戸一土地区画整理事業（市施行、1954年～1977年）
- 千葉都市計画事業　作草部土地区画整理事業（市施行、1958年～1994年）
- 千葉都市計画事業　南部末広土地区画整理事業（市施行、1958年～1973年）
- 千葉都市計画事業　東部土地区画整理事業（組合施行、1959年～1992年）
- 千葉都市計画事業　北部第三土地区画整理事業（市施行、1961年～1973年）
- 千葉都市計画事業　検見川第二土地区画整理事業（市施行、1962年～2009年）
- 千葉都市計画事業　港町土地区画整理事業（市施行、1962年～1986年）
- 千葉都市計画事業　小中台土地区画整理事業（市施行、1962年～2015年）
- 千葉都市計画事業　都土地区画整理事業（市施行、1962年～2007年）
- 千葉都市計画事業　東部第二土地区画整理事業（組合施行、1962年～1977年）
- 千葉都市計画事業　狐塚土地区画整理事業（組合施行、1963年～1968年）
- 千葉都市計画事業　小倉団地西部土地区画整理事業（個人施行、1964年～1964年）
- 千葉都市計画事業　東千葉土地区画整理事業（組合施行、1964年～1979年）
- 千葉都市計画事業　東部第三土地区画整理事業（組合施行、1964年～1971年）
- 千葉都市計画事業　小倉団地土地区画整理事業（個人施行、1965年～1965年）
- 千葉都市計画事業　登戸二土地区画整理事業（県施行、1965年～1992年）
- 千葉都市計画事業　幕張台土地区画整理事業（市施行、1965年～1991年）
- 千葉都市計画事業　高品土地区画整理事業（市施行、1967年～1989年）
- 千葉都市計画事業　新田土地区画整理事業（市施行、1967年～1990年）
- 千葉都市計画事業　原町土地区画整理事業（組合施行、1969年～1979年）
- 千葉都市計画事業　源町土地区画整理事業（組合施行、1969年～1975年）
- 千葉都市計画事業　新検見川土地区画整理事業（旧住宅公団施行、1969年～1974年）
- 千葉都市計画事業　東寺山土地区画整理事業（旧住宅公団施行、1969年～1977年）
- 千葉都市計画事業　原町第二土地区画整理事業（組合施行、1970年～1978年）
- 千葉都市計画事業　小中台第二土地区画整理事業（組合施行、1974年～1979年）
- 千葉都市計画事業　千葉東南部土地区画整理事業（旧住宅公団施行、1977年～2005年）
- 千葉都市計画事業　みつわ台土地区画整理事業（組合施行、1979年～1985年）
- あすみが丘ニュータウン-千葉都市計画事業　土気南土地区画整理事業（組合施行、1982年～1997年）
- 千葉都市計画事業　弁天土地区画整理事業（市施行、1982年～2007年）
- 千葉都市計画事業　幕張町5丁目土地区画整理事業（個人施行、1983年～1986年）
- 千葉都市計画事業　検見川・稲毛土地区画整理事業（市施行、1985年～2029年）
- 千葉都市計画事業　原町第三土地区画整理事業（組合施行、1986年～2002年）
- 千葉都市計画事業　誉田南土地区画整理事業（組合施行、1986年～1994年）
- 千葉都市計画事業　新検見川北土地区画整理事業（組合施行、1987年～1996年）
- 千葉都市計画事業　千葉寺土地区画整理事業（旧住宅公団施行、1987年～2001年）
- 千葉都市計画事業　寒川第一土地区画整理事業（市施行、1989年～2033年）
- 千葉都市計画事業　南部蘇我土地区画整理事業（組合施行、1989年～2016年）
- 千葉都市計画事業　東寺山第二土地区画整理事業（組合施行、1990年～1999年）
- 千葉都市計画事業　浜野駅東口土地区画整理事業（組合施行、1991年～2001年）
- 千葉都市計画事業　千葉中央港土地区画整理事業（都市再生機構施行、1993年～2011年）
- 千葉都市計画事業　東寺山第三土地区画整理事業（組合施行、1993年～2001年）
- 千葉都市計画事業　小中台牛尾升土地区画整理事業（組合施行、1995年～1998年）
- 千葉都市計画事業　東幕張土地区画整理事業（市施行、1996年～2030年）
- 千葉都市計画事業　土気東土地区画整理事業（組合施行：あすみが丘東（東急不動産）、1997年～2010年）
- 千葉都市計画事業　誉田1丁目土地区画整理事業（組合施行、1997年～2001年）
- 千葉都市計画事業　源町第二土地区画整理事業（組合施行、1998年～2002年）
- 千葉都市計画事業　稲毛北土地区画整理事業（組合施行：プラウドタウン稲毛（野村不動産）、2001年～2007年）
- 千葉都市計画事業　蘇我臨海土地区画整理事業（都市再生機構施行、2002年～2011年）
- 千葉都市計画事業　古市場土地区画整理事業（組合施行、2007年～2011年）

### 習志野市・船橋市
- 津田沼駅北口土地区画整理事業（県施行、1970年～1989年）

### 習志野市
- 習志野都市計画事業　実籾第一土地区画整理事業（市施行、1967年～2010年）
- 習志野都市計画事業　谷津第一土地区画整理事業（組合施行、1997年～1999年）
- 習志野都市計画事業　鷺沼台第一土地区画整理事業（組合施行、2000年～2004年）
- 習志野都市計画事業　谷津二丁目土地区画整理事業（組合施行、2002年～2004年）
- 習志野都市計画事業　JR津田沼駅南口特定土地区画整理事業
  - 29街区プロジェクト（三井不動産）「奏の杜」エリア（三菱地所）ほか、奏の杜に地名変更。（組合施行、2007年～2017年）

### 八千代市
- 八千代都市計画事業　下市場土地区画整理事業（組合施行、1972年～1976年）
- 八千代都市計画事業　萱田土地区画整理事業（旧住宅公団施行、1979年～1996年）
- 八千代都市計画事業　高津土地区画整理事業（組合施行、1983年～2003年）
- 八千代都市計画事業　西八千代東部土地区画整理事業（緑が丘 (八千代市)、組合施行、1987年～1998年）
- 八千代都市計画事業　村上土地区画整理事業（市施行、1966年～1989年）
- 八千代都市計画事業　大和田駅南口土地区画整理事業（組合施行、1973年～1975年）
- 八千代都市計画事業　大和田高津土地区画整理事業（組合施行、1972年～1976年）
- 八千代都市計画事業　上高野第1土地区画整理事業（組合施行、2000年～2004年）
- 八千代都市計画事業　萱田町川崎山土地区画整理事業（個人施行、2002年～2004年）
- 八千代都市計画事業　八千代台南二丁目土地区画整理事業（個人施行、2006年～2008年）
- 八千代都市計画事業　辺田前土地区画整理事業（組合施行、1992年～2009年）
- 八千代都市計画事業　大和田駅南土地区画整理事業（市施行、1987年～2022年）
- 八千代都市計画事業　西八千代北部土地区画整理事業（都市再生機構施行、2001年～2018年）

### 松戸市・旧沼南町
- 高柳西部第一土地区画整理事業（旧住宅公団施行、1988年～2005年）

### 松戸市
- 松戸都市計画事業　立身台土地区画整理事業（組合施行、1939年～1954年）
- 松戸都市計画事業　平潟土地区画整理事業（組合施行、1948年～1957年）
- 松戸都市計画事業　三丁目山下土地区画整理事業（組合施行、1954年～1960年）
- 松戸都市計画事業　北松戸土地区画整理事業（組合施行、1954年～1960年）
- 松戸都市計画事業　常盤平団地-金ケ作土地区画整理事業（旧住宅公団施行、1956年～1962年）
- 松戸都市計画事業　松戸新田土地区画整理事業（組合施行、1957年～1962年）
- 松戸都市計画事業　上本郷土地区画整理事業（組合施行、1958年～1965年）
- 松戸都市計画事業　三矢小台土地区画整理事業（組合施行、1958年～1968年）
- 松戸都市計画事業　小金土地区画整理事業（組合施行、1958年～1972年）
- 松戸都市計画事業　竹ケ花土地区画整理事業（組合施行、1958年～1979年）
- 松戸都市計画事業　樋古根平土地区画整理事業（市施行、1960年～1965年）
- 松戸都市計画事業　南花島土地区画整理事業（組合施行、1962年～1968年）
- 松戸都市計画事業　七畝割土地区画整理事業（組合施行、1962年～1974年）
- 松戸都市計画事業　中根新作土地区画整理事業（組合施行、1962年～1979年）
- 松戸都市計画事業　松戸駅西口第一土地区画整理事業（市施行、1963年～1974年）
- 松戸都市計画事業　五香土地区画整理事業（組合施行、1964年～1968年）
- 松戸都市計画事業　上総内土地区画整理事業（組合施行、1964年～1968年）
- 松戸都市計画事業　前田土地区画整理事業（組合施行、1964年～1968年）
- 松戸都市計画事業　金ヶ作第二次土地区画整理事業（市施行、1964年～1969年）
- 松戸都市計画事業　小根本土地区画整理事業（組合施行、1964年～1970年）
- 松戸都市計画事業　中和倉土地区画整理事業（組合施行、1964年～1970年）
- 松戸都市計画事業　上本郷第二土地区画整理事業（組合施行、1964年～1978年）
- 松戸都市計画事業　樋野ロ土地区画整理事業（組合施行、1965年～1968年）
- 松戸都市計画事業　花郷土地区画整理事業（組合施行、1965年～1970年）
- 松戸都市計画事業　二三ケ丘土地区画整理事業（組合施行、1965年～1975年）
- 松戸都市計画事業　馬橋第一土地区画整理事業（組合施行、1965年～1978年）
- 松戸都市計画事業　馬橋第二土地区画整理事業（組合施行、1965年～1975年）
- 松戸都市計画事業　新松戸第一土地区画整理事業（組合施行、1965年～1980年）
- 松戸都市計画事業　小金原団地-北小金土地区画整理事業（旧住宅公団施行、1966年～1971年）
- 松戸都市計画事業　六実高柳土地区画整理事業（組合施行、1967年～1987年）
- 松戸都市計画事業　八ケ崎土地区画整理事業（組合施行、1967年～1995年）
- 松戸都市計画事業　緑ケ丘土地区画整理事業（組合施行、1968年～1978年）
- 松戸都市計画事業　馬橋駅西口土地区画整理事業（市施行、1969年～1986年）
- 松戸都市計画事業　二十世紀が丘土地区画整理事業（市施行、1969年～1986年）
- 松戸都市計画事業　新松戸第二土地区画整理事業（組合施行、1970年～1979年）
- 松戸都市計画事業　新松戸中央土地区画整理事業（組合施行、1970年～1982年）
- 松戸都市計画事業　中金杉土地区画整理事業（組合施行、1970年～1985年）
- 松戸都市計画事業　八柱駅周辺土地区画整理事業（市施行、1970年～1998年）
- 松戸都市計画事業　串崎新田土地区画整理事業（組合施行、1971年～1975年）
- 松戸都市計画事業　松戸駅西口第二土地区画整理事業（市施行、1971年～1979年）
- 松戸都市計画事業　新松戸南部土地区画整理事業（市施行、1971年～1990年）
- 松戸都市計画事業　常盤平南部土地区画整理事業（市施行、1971年～1993年）
- 松戸都市計画事業　横須賀土地区画整理事業（組合施行、1971年～1995年）
- 松戸都市計画事業　八ヶ崎中央土地区画整理事業（組合施行、1971年～2003年）
- 松戸都市計画事業　幸田土地区画整理事業（市施行、1972年～1990年）
- 松戸都市計画事業　八ヶ崎南谷土地区画整理事業（組合施行、1973年～1980年）
- 松戸都市計画事業　馬橋第三土地区画整理事業（組合施行、1973年～1991年）
- 松戸都市計画事業　八ヶ崎貝の花土地区画整理事業（組合施行、1973年～1997年）
- 松戸都市計画事業　八ヶ崎第一土地区画整理事業（組合施行、1973年～2001年）
- 松戸都市計画事業　中根土地区画整理事業（組合施行、1974年～1980年）
- 松戸都市計画事業　殿平賀第一土地区画整理事業（組合施行、1975年～1980年）
- 松戸都市計画事業　新松戸東部土地区画整理事業（組合施行、1981年～1990年）
- 松戸都市計画事業　幸谷南第一土地区画整理事業（組合施行、1982年～1986年）
- 松戸都市計画事業　幸谷南第二土地区画整理事業（組合施行、1982年～1986年）
- 松戸都市計画事業　毛無山土地区画整理事業（個人施行、1984年～1987年）
- 松戸都市計画事業　殿平賀原ノ山土地区画整理事業（組合施行、1986年～1989年）
- 松戸都市計画事業　紙敷土地区画整理事業（(東松戸駅)、組合施行、1986年～2016年）
- 松戸都市計画事業　秋山土地区画整理事業（組合施行、1988年～2021年）
- 松戸都市計画事業　関台土地区画整理事業（組合施行、1990年～2012年）
- 松戸都市計画事業　ニツ木・幸谷土地区画整理事業（組合施行、1991年～2016年）
- 松戸都市計画事業　河原塚寺ノ台土地区画整理事業（組合施行、1992年～1997年）
- 松戸都市計画事業　古ケ崎土地区画整理事業（組合施行、1995年～1997年）
- 松戸都市計画事業　西馬橋土地区画整理事業（組合施行、1995年～1997年）
- 松戸都市計画事業　金ヶ作陣屋前土地区画整理事業（組合施行、2002年～2004年）
- 松戸都市計画事業　河原塚宮ノ内土地区画整理事業（組合施行、2005年～2007年）

### 野田市
- 野田都市計画事業　愛宕駅東第一土地区画整理事業（組合施行、2003年～2018年）
- 野田都市計画事業　旭土地区画整理事業（組合施行、1974年～1975年）
- 野田都市計画事業　花井第一土地区画整理事業（組合施行、1991年～1996年）
- 野田都市計画事業　花井東土地区画整理事業（組合施行、2004年～2010年）
- 野田都市計画事業　五木土地区画整理事業（組合施行、1971年～1978年）
- 野田都市計画事業　座生特定土地区画整理事業（組合施行、1992年～2006年）
- 野田都市計画事業　次木親野井土地区画整理事業（市施行、1990年～2020年）
- 野田都市計画事業　鹿島町土地区画整理事業（組合施行、1967年～1982年）
- 野田都市計画事業　七光台駅西土地区画整理事業（パレットコート七光台(ポラスグループ）ほか：組合施行、1992年～2013年）
- 野田都市計画事業　上花輪土地区画整理事業（組合施行、1969年～1977年）
- 野田都市計画事業　清水公園駅東土地区画整理事業（組合施行、1992年～2006年）
- 野田都市計画事業　西新田土地区画整理事業（組合施行、1973年～1984年）
- 野田都市計画事業　川間駅南土地区画整理事業（市施行、1971年～1980年）
- 野田都市計画事業　台町東特定土地区画整理事業（組合施行、1993年～2017年）
- 野田都市計画事業　堤根第一土地区画整理事業（組合施行、1997年～2001年）
- 野田都市計画事業　堤台土地区画整理事業（組合施行、2000年～2009年）
- 野田都市計画事業　東新田土地区画整理事業（組合施行、1988年～2016年）
- 野田都市計画事業　南大和田土地区画整理事業（組合施行、1997年～2001年）
- 野田都市計画事業　梅の台土地区画整理事業（組合施行、1985年～1990年）
- 野田都市計画事業　梅郷駅西土地区画整理事業（市施行、1994年～2020年）
- 野田都市計画事業　尾崎東土地区画整理事業（組合施行、1970年～1975年）
- 野田都市計画事業　尾崎南土地区画整理事業（組合施行、1987年～1997年）
- 野田都市計画事業　野田山崎土地区画整理事業（旧住宅公団施行、1989年～2006年）
- 野田都市計画事業　船形土地区画整理事業（組合施行、2005年～2010年）
- 野田都市計画事業　野田市駅西土地区画整理事業（市施行、2006年～2021年）

### 柏市
- 柏都市計画事業　南柏第一土地区画整理事業（組合施行、1953年～1959年）
- 柏都市計画事業　柏駅西口土地区画整理事業（市施行、1958年～1973年）
- 柏都市計画事業　百秀会土地区画整理事業（組合施行、1962年～1973年）
- 柏都市計画事業　豊四季土地区画整理事業（組合施行、1969年～1979年）
- 柏都市計画事業　北柏駅南口土地区画整理事業（市施行、1971年～1983年）
- 柏都市計画事業　沼南台土地区画整理事業（旧住宅公団施行、1972年～1977年）
- 柏都市計画事業　北柏土地区画整理事業（旧住宅公団施行、1973年～1984年）
- 柏都市計画事業　名戸ヶ谷土地区画整理事業（組合施行、1973年～1978年）
- 柏都市計画事業　名戸ヶ谷前土地区画整理事業（組合施行、1979年～1986年）
- 柏都市計画事業　高柳第一特定土地区画整理事業（組合施行、1981年～1992年）
- 柏都市計画事業　塚崎土地区画整理事業（組合施行、1981年～1986年）
- 柏都市計画事業　根戸中馬場土地区画整理事業（組合施行、1982年～1988年）
- 柏都市計画事業　逆井・藤心土地区画整理事業（組合施行、1983年～1988年）
- 柏都市計画事業　柏通信所跡地土地区画整理事業（県施行、1983年～1990年）
- 柏都市計画事業　大井東部土地区画整理事業（組合施行、1985年～1991年）
- 柏都市計画事業　高柳西部第二土地区画整理事業（旧住宅公団施行、1988年～2005年）
- 柏都市計画事業　第二工業団地土地区画整理事業（組合施行、1991年～1997年）
- 柏都市計画事業　高柳向原土地区画整理事業（旧沼南町、組合施行、1992年～1997年）
- 柏都市計画事業　松ヶ崎第一土地区画整理事業（組合施行、1994年～1999年）
- 柏都市計画事業　南柏駅東口土地区画整理事業（市施行、1995年～2012年）
- 柏都市計画事業　花野井土地区画整理事業（個人施行、1995年～1999年）
- 柏都市計画事業　豊四季駅南口土地区画整理事業（組合施行、1996年～2004年）
- 柏都市計画事業　高柳駅西側特定土地区画整理事業（組合施行、1997年～2016年）
- 柏都市計画事業　花野井前留土地区画整理事業（組合施行、1999年～2003年）
- 柏都市計画事業　花野井第三土地区画整理事業（組合施行、1999年～2003年）
- つくばエクスプレス沿線整備土地区画整理事業
  - 柏都市計画事業　柏北部中央（一体型特定）土地区画整理事業（県施行、2000年～2022年）
  - 柏都市計画事業　柏北部東土地区画整理事業（都市再生機構施行、2000年～2022年）
- 柏都市計画事業　北柏駅北口土地区画整理事業（市施行、2000年～2019年）
- 柏都市計画事業　湖南特定土地区画整理事業（組合施行、2001年～2010年）
- 柏都市計画事業　篠籠田寺前土地区画整理事業（組合施行、2001年～2003年）
- 柏都市計画事業　柏インター第一土地区画整理事業（組合施行、2001年～2012年）
- 柏都市計画事業　柏インター第二土地区画整理事業（組合施行、2002年～2012年）
- 柏都市計画事業　沼南中央土地区画整理事業（組合施行、2011年～2015年）

### 流山市
- 流山都市計画事業　流山土地区画整理事業（市施行、1958年～1967年）
- 流山都市計画事業　平和土地区画整理事業（組合施行、1963年～1965年）
- 流山都市計画事業　西平井土地区画整理事業（市施行、1964年～1973年）
- 流山都市計画事業　加岸土地区画整理事業（組合施行、1965年～1975年）
- 流山都市計画事業　初石土地区画整理事業（組合施行、1966年～1968年）
- 流山都市計画事業　平和第二土地区画整理事業（組合施行、1966年～1967年）
- 流山都市計画事業　南流山土地区画整理事業（市施行、1968年～1988年）
- 流山都市計画事業　三輪野山土地区画整理事業（組合施行、1969年～1976年）
- 流山都市計画事業　鰭ケ崎土地区画整理事業（組合施行、1969年～1979年）
- 流山都市計画事業　思井・中土地区画整理事業(宮園 (流山市)、東急不動産施行、1972年～1975年）
- 流山都市計画事業　平和第三土地区画整理事業（個人施行、1974年～1977年）
- 流山都市計画事業　加特定土地区画整理事業（組合施行、1983年～1997年）
- 流山都市計画事業　平和台土地区画整理事業（組合施行、1988年～1997年）
- 流山都市計画事業　三輪野山第2土地区画整理事業（組合施行、1993年～2007年）
- 流山都市計画事業　東深井甲土地区画整理事業（組合施行、1998年～1999年）
- つくばエクスプレス沿線整備土地区画整理事業
  - 流山都市計画事業　運動公園地区一体型特定土地区画整理事業（古間木 (流山市)、後平井、市野谷 (流山市)、思井、芝崎 (流山市)、前平井、中 (流山市)、野々下 (流山市)：県施行、1998年～2022年）
  - 流山都市計画事業　鰭ヶ崎中島土地区画整理事業（組合施行、1998年～1999年）
  - 流山都市計画事業　平和台・西平井・鰭ヶ崎地区一体型特定土地区画整理事業（市施行、1998年～2016年）
  - 流山都市計画事業　木地区一体型特定土地区画整理事業（県施行、1998年～2014年）
  - 流山都市計画事業　新市街地地区一体型特定土地区画整理事業（つくばエクスプレスタウン流山新市街地の施行、美田 (流山市)、大畔、十太夫、駒木 (流山市)：都市再生機構施行、1999年～2018年）
  - 流山都市計画事業　鰭ヶ崎・思井地区一体型特定土地区画整理事業（市施行、2013年～2016年）

### 我孫子市
- 我孫子都市計画事業　布佐第一土地区画整理事業（市施行、1954年～1958年）
- 我孫子都市計画事業　天王台土地区画整理事業（市施行、1962年～2006年）
- 我孫子都市計画事業　湖北台土地区画整理事業（旧住宅公団施行、1967年～1971年）
- 我孫子都市計画事業　柴崎土地区画整理事業（市施行、1970年～2005年）
- 我孫子都市計画事業　布佐駅前土地区画整理事業（組合施行、1971年～1975年）
- 我孫子都市計画事業　我孫子駅前土地区画整理事業（市施行、1973年～2014年）
- 我孫子都市計画事業　根戸土地区画整理事業（組合施行、1976年～1985年）
- 我孫子都市計画事業　中峠土地区画整理事業（市施行、1976年～1994年）
- 我孫子都市計画事業　我孫子駅北口土地区画整理事業（市施行、1977年～2016年）
- 我孫子都市計画事業　酉町下土地区画整理事業（組合施行、1983年～1988年）
- 我孫子都市計画事業　青山特定土地区画整理事業（組合施行、1986年～1998年）
- 布佐平和台-我孫子都市計画事業　新木駅南側土地区画整理事業（南新木、組合施行、1990年～2008年）
- 我孫子都市計画事業　高野山宮脇土地区画整理事業（個人施行、1995年～2004年）

### 鎌ケ谷市
- 鎌ヶ谷都市計画事業　道野辺横上横下土地区画整理事業（組合施行、1986年～2005年）
- 鎌ヶ谷都市計画事業　東武鎌ヶ谷駅東口土地区画整理事業（市施行、1988年～2006年）
- 鎌ヶ谷都市計画事業　中沢東土地区画整理事業（組合施行、1994年～2001年）
- 鎌ヶ谷都市計画事業　新鎌ケ谷土地区画整理事業（都市再生機構施行、1994年～2013年）

### 市川市
- 市川都市計画事業　市川第一土地区画整理事業（組合施行、1936年～1949年）
- 市川都市計画事業　市川第二土地区画整理事業（組合施行、1937年～1949年）
- 市川都市計画事業　菅野土地区画整理事業（組合施行、1938年～1949年）
- 市川都市計画事業　本八幡土地区画整理事業（組合施行、1939年～1951年）
- 市川都市計画事業　北方土地区画整理事業（組合施行、1950年～1960年）
- 市川都市計画事業　子の神土地区画整理事業（組合施行、1962年～1969年）
- 市川都市計画事業　百合台土地区画整理事業（組合施行、1965年～1968年）
- 市川都市計画事業　南行徳第一土地区画整理事業（組合施行、1966年～1973年）
- 市川都市計画事業　南行徳第三土地区画整理事業（組合施行、1966年～1975年）
- 市川都市計画事業　南行徳第二土地区画整理事業（組合施行、1967年～1973年）
- 市川都市計画事業　行徳土地区画整理事業（組合施行、1968年～1974年）
- 市川都市計画事業　行徳北部土地区画整理事業（組合施行、1969年～1975年）
- 市川都市計画事業　南八幡土地区画整理事業（組合施行、1969年～1973年）
- 市川都市計画事業　行徳南部土地区画整理事業（組合施行、1970年～1978年）
- 市川都市計画事業　行徳中部土地区画整理事業（組合施行、1971年～1979年）
- 市川都市計画事業　美濃輪土地区画整理事業（組合施行、1972年～1979年）
- 南大野-大野土地区画整理事業
  - 市川都市計画事業　大野(一工区)土地区画整理事業（組合施行、1973年～1993年）
  - 市川都市計画事業　大野(二工区)土地区画整理事業（組合施行、1973年～1993年）
- 市川都市計画事業　国分土地区画整理事業（組合施行、1974年～1977年）
- 市川都市計画事業　宮久保土地区画整理事業（組合施行、1975年～1979年）
- 市川都市計画事業　妙典土地区画整理事業（組合施行、1988年～2000年）
- 市川都市計画事業　大町土地区画整理事業（組合施行、1989年～1993年）
- 市川都市計画事業　柏井土地区画整理事業（組合施行、1989年～2008年）
- 市川都市計画事業　堀之内土地区画整理事業（組合施行、1990年～1999年）
- 市川都市計画事業　原木西浜土地区画整理事業（組合施行、2001年～2008年）

### 船橋市
- 船橋都市計画事業　高根木戸土地区画整理事業（個人施行、1962年～1963年）
- 船橋都市計画事業　北習志野土地区画整理事業（旧住宅公団施行、1964年～1967年）
- 船橋都市計画事業　宮本町南部土地区画整理事業（組合施行、1966年～1968年）
- 船橋都市計画事業　宮本台土地区画整理事業（市施行、1967年～1994年）
- 船橋都市計画事業　薬園台西部土地区画整理事業（組合施行、1970年～1976年）
- 船橋都市計画事業　薬園台東部土地区画整理事業（組合施行、1970年～1975年）
- 船橋都市計画事業　小栗原土地区画整理事業（組合施行、1971年～1977年）
- 船橋都市計画事業　薬園台北部土地区画整理事業（組合施行、1974年～1998年）
- 船橋都市計画事業　前貝塚第一土地区画整理事業（組合施行、1976年～1987年）
- 船橋都市計画事業　古作町土地区画整理事業（組合施行、1978年～1993年）
- 船橋都市計画事業　藤原土地区画整理事業（組合施行、1985年～1992年）
- 船橋都市計画事業　前貝塚第二土地区画整理事業（組合施行、1989年～1998年）
- 船橋都市計画事業　飯山満土地区画整理事業（市施行、1991年～2013年）
- 船橋都市計画事業　芝山土地区画整理事業（組合施行、1995年～1998年）
- 船橋都市計画事業　坪井特定土地区画整理事業（船橋日大前駅東地区、都市再生機構施行、1996年～2010年）
- 船橋都市計画事業　印内土地区画整理事業（組合施行、1997年～2000年）
- 船橋都市計画事業　行田土地区画整理事業（組合施行、1998年～2000年）
- 船橋都市計画事業　三咲土地区画整理事業（組合施行、2000年～2002年）
- 船橋都市計画事業　小室土地区画整理事業（組合施行、2008年～2014年）

### 浦安市
- 浦安都市計画事業　浦安駅前土地区画整理事業（組合施行、1969年～1971年）
- 浦安都市計画事業　今川土地区画整理事業（組合施行、1973年～1978年）
- 浦安都市計画事業　浦安東土地区画整理事業（都市再生機構施行、1985年～2009年）
- 浦安都市計画事業　堀江・猫実B土地区画整理事業（市施行、2008年～2021年）

### 木更津市・君津市
- かずさアカデミアパーク：上総新研究開発土地区画整理事業（組合施行、1990年～2002年）

### 木更津市
- 木更津都市計画事業　清見台土地区画整理事業（組合施行、1963年～1997年）
- 木更津都市計画事業　木更津駅東部土地区画整理事業（組合施行、1963年～1978年）
- 木更津都市計画事業　清見台第二土地区画整理事業（組合施行、1967年～1998年）
- 木更津都市計画事業　畑沢土地区画整理事業（組合施行、1969年～1984年）
- 木更津都市計画事業　一の坪土地区画整理事業（組合施行、1970年～1973年）
- 木更津都市計画事業　貝渕土地区画整理事業（組合施行、1970年～1985年）
- 木更津都市計画事業　清見台第三土地区画整理事業（組合施行、1970年～2002年）
- 木更津都市計画事業　清見台第四土地区画整理事業（組合施行、1970年～1996年）
- 木更津都市計画事業　桜井土地区画整理事業（組合施行、1972年～1990年）
- 木更津都市計画事業　請西第一土地区画整理事業（組合施行、1972年～1998年）
- 木更津都市計画事業　大境土地区画整理事業（組合施行、1972年～1977年）
- 木更津都市計画事業　畑沢第二土地区画整理事業（組合施行、1972年～1983年）
- 木更津都市計画事業　清見台第五土地区画整理事業（組合施行、1973年～1980年）
- 木更津都市計画事業　新田土地区画整理事業（組合施行、1974年～1975年）
- 木更津都市計画事業　若葉土地区画整理事業（組合施行、1982年～1997年）
- 木更津都市計画事業　小浜土地区画整理事業（組合施行、1987年～2000年）
- 木更津都市計画事業　相里土地区画整理事業（組合施行、1987年～2000年）
- 木更津都市計画事業　請西第二土地区画整理事業（組合施行、1988年～1999年）
- 木更津都市計画事業　請西千束台特定土地区画整理事業（組合施行、1991年～2014年）
- 木更津都市計画事業　請西第三特定土地区画整理事業（組合施行、1991年～2007年）
- 木更津都市計画事業　中尾・伊豆島特定土地区画整理事業（清川地区ほたる野.　組合施行、1991年～2006年）
- 木更津都市計画事業　畑沢南土地区画整理事業（組合施行、1993年～1997年）
- 木更津都市計画事業　烏田特定土地区画整理事業（組合施行、1995年～2005年）
- かずさアクアシティ-金田地区土地区画整理事業
  - 木更津都市計画事業　金田西特定土地区画整理事業（県施行、1998年～2019年）
  - 木更津都市計画事業　金田東特定土地区画整理事業（都市再生機構施行、1999年～2018年）

### 君津市
- 君津都市計画事業　大和田土地区画整理事業（組合施行、1968年～1982年）
- 君津都市計画事業　久保山土地区画整理事業（組合施行、1969年～1987年）
- 君津都市計画事業　久保土地区画整理事業（組合施行、1969年～1982年）
- 君津都市計画事業　坂田土地区画整理事業（組合施行、1969年～1982年）
- 君津都市計画事業　南子安土地区画整理事業（組合施行、1971年～1995年）
- 君津都市計画事業　北子安土地区画整理事業（組合施行、1971年～1990年）
- 君津都市計画事業　杢師土地区画整理事業（組合施行、1971年～1991年）
- 君津都市計画事業　宮下土地区画整理事業（組合施行、1972年～1998年）
- 君津都市計画事業　中野土地区画整理事業（組合施行、1972年～1993年）
- 君津都市計画事業　箕輪土地区画整理事業（組合施行、1973年～1991年）
- 君津都市計画事業　人見土地区画整理事業（組合施行、1974年～1991年）
- 君津都市計画事業　台谷土地区画整理事業（個人施行、1975年～1977年）
- 君津都市計画事業　郡土地区画整理事業（組合施行、1988年～2011年）
- 君津都市計画事業　常代土地区画整理事業（組合施行、1988年～2004年）

### 富津市
- 富津都市計画事業　青堀駅裏土地区画整理事業（組合施行、1973年～1979年）
- 富津都市計画事業　大堀土地区画整理事業（組合施行、1973年～1988年）
- 富津都市計画事業　富津漁協土地区画整理事業（個人施行、1978年～1980年）
- 富津都市計画事業　青木土地区画整理事業（組合施行、1987年～2012年）
- 富津都市計画事業　山王土地区画整理事業（組合施行、1995年～2013年）

### 袖ケ浦市
- 袖ケ浦都市計画事業　福王台土地区画整理事業（組合施行、1969年～1983年）
- 袖ケ浦都市計画事業　北袖ケ浦住宅団地土地区画整理事業（個人施行、1969年～1975年）
- 袖ケ浦都市計画事業　今井土地区画整理事業（組合施行、1970年～1979年）
- 袖ケ浦都市計画事業　蔵波台土地区画整理事業（組合施行、1970年～1983年）
- 袖ケ浦都市計画事業　長浦駅前土地区画整理事業（組合施行、1971年～1984年）
- 袖ケ浦都市計画事業　長浦駅前北口土地区画整理事業（個人施行、1973年～1977年）
- 袖ケ浦都市計画事業　まきば土地区画整理事業（組合施行、1981年～1987年）
- 袖ケ浦都市計画事業　清水頭土地区画整理事業（組合施行、1985年～1987年）
- 袖ケ浦都市計画事業　袖ケ浦駅前土地区画整理事業（市施行、1988年～2012年）
- 袖ケ浦都市計画事業　代宿土地区画整理事業（組合施行、1993年～2013年）
- 袖ケ浦都市計画事業　袖ケ浦駅海側土地区画整理事業（袖ケ浦駅北側地区整備事業、組合施行、2011年～2017年）

### 市原市
- 市原都市計画事業　五所君塚土地区画整理事業（組合施行、1962年～1968年）
- 市原都市計画事業　八幡浦南部土地区画整理事業（個人施行、1964年～1964年）
- 市原都市計画事業　八幡浦北部土地区画整理事業（個人施行、1964年～1964年）
- 市原都市計画事業　姉崎住宅団地土地区画整理事業（個人施行、1965年～1968年）
- 市原都市計画事業　八幡北部土地区画整理事業（市施行、1965年～1971年）
- 市原都市計画事業　五井駅前地区〔一工区)土地区画整理事業（市施行、1966年～2004年）
- 市原都市計画事業　五井南海岸土地区画整理事業（個人施行、1967年～1978年）
- 市原都市計画事業　特別工業地区第一土地区画整理事業（県施行、1967年～1976年）
- 市原都市計画事業　五井駅前地区（二工区)土地区画整理事業（市施行、1971年～1997年）
- 市原都市計画事業　五井土地区画整理事業（組合施行、1971年～1986年）
- 市原都市計画事業　国分寺台土地区画整理事業（組合施行、1971年～2001年）
- 市原都市計画事業　八幡東部土地区画整理事業（組合施行、1971年～1976年）
- 市原都市計画事業　五所第二土地区画整理事業（組合施行、1972年～1980年）
- 市原都市計画事業　姉崎駅前土地区画整理事業（市施行、1972年～2016年）
- 市原都市計画事業　君塚土地区画整理事業（組合施行、1973年～1991年）
- 市原都市計画事業　特別工業地区第二土地区画整理事業（県施行、1973年～1988年）
- 市原都市計画事業　青柳海岸土地区画整理事業（組合施行、1978年～1999年）
- 市原都市計画事業　下新場土地区画整理事業（個人施行、1983年～1987年）
- 市原都市計画事業　姉崎駅西口土地区画整理事業（市施行、1983年～2015年）
- 市原都市計画事業　新田・下宿土地区画整理事業（市施行、1983年～2015年）
- 市原都市計画事業　五井西土地区画整理事業（組合施行、1984年～2001年）
- 市原都市計画事業　青柳土地区画整理事業（組合施行、1987年～2006年）
- 市原都市計画事業　岩崎土地区画整理事業（市施行、1989年～2013年）
- 市原都市計画事業　特別工業地区岩崎土地区画整理事業（県施行、1989年～2007年）
- 市原都市計画事業　北五井土地区画整理事業（市施行、1989年～2019年）
- 市原都市計画事業　松ケ島土地区画整理事業（組合施行、1990年～2002年）
- 市原都市計画事業　天王新田土地区画整理事業（組合施行、1992年～1999年）
- 市原都市計画事業　八幡宿駅東口土地区画整理事業（市施行、1993年～2019年）
- 市原都市計画事業　潤井戸特定土地区画整理事業（都市再生機構施行、1994年～2014年）
- 市原都市計画事業　五井駅前東土地区画整理事業（組合施行、2007年～2013年）

### 佐倉市
- 佐倉都市計画事業　京成佐倉駅前土地区画整理事業（市施行、1957年～1970年）
- 佐倉都市計画事業　京成佐倉駅北側土地区画整理事業（市施行、1961年～1988年）
- 佐倉都市計画事業　山崎土地区画整理事業（組合施行、1966年～1972年）
- 佐倉都市計画事業　鏑木第一土地区画整理事業（組合施行、1969年～1973年）
- 佐倉都市計画事業　国鉄佐倉駅前土地区画整理事業（市施行、1970年～2003年）
- 佐倉都市計画事業　臼井駅南土地区画整理事業（組合施行、1972年～1982年）
- 佐倉都市計画事業　臼井北部土地区画整理事業（組合施行、1973年～1984年）
- 佐倉都市計画事業　臼井生谷土地区画整理事業（組合施行、1974年～1984年）
- 佐倉都市計画事業　江原台土地区画整理事業（組合施行、1974年～1981年）
- 佐倉都市計画事業　国鉄佐倉駅南土地区画整理事業（組合施行、1980年～1993年）
- 佐倉都市計画事業　間ノ内土地区画整理事業（組合施行、1981年～1987年）
- 佐倉都市計画事業　南志津特定土地区画整理事業（旧住宅公団施行、1982年～1999年）
- 佐倉都市計画事業　石川土地区画整理事業（組合施行、1983年～1992年）
- 佐倉都市計画事業　六崎土地区画整理事業（市施行、1983年～1993年）
- 佐倉都市計画事業　上座土地区画整理事業（組合施行、1985年～1987年）
- 佐倉都市計画事業　中志津東部土地区画整理事業（組合施行、1986年～1998年）
- 佐倉都市計画事業　大蛇町土地区画整理事業（組合施行、1991年～1996年）
- 佐倉都市計画事業　鏑木第二土地区画整理事業（組合施行、1991年～1998年）
- 佐倉都市計画事業　城大栗土地区画整理事業（組合施行、1992年～2003年）
- 佐倉都市計画事業　貴船台土地区画整理事業（1993年～2008年）
- 佐倉都市計画事業　ユーカリが丘駅前土地区画整理事業（組合施行、1996年～2001年）
- 佐倉都市計画事業　井野西土地区画整理事業（組合施行、1996年～2002年）
- 佐倉都市計画事業　石川東土地区画整理事業（組合施行、1996年～1998年）
- 佐倉都市計画事業　上志津南台土地区画整理事業（組合施行、1998年～2009年）
- 佐倉都市計画事業　寺崎土地区画整理事業（都市再生機構施行、1999年～2019年）
- 佐倉都市計画事業　井野東土地区画整理事業（組合施行、2002年～2011年）
- 佐倉都市計画事業　井野南土地区画整理事業（組合施行、2008年～2012年）

### 酒々井町
- 佐倉都市計画事業　東酒々井第一土地区画整理事業（組合施行、1991年～2001年）
- 佐倉都市計画事業　酒々井南部土地区画整理事業（都市再生機構施行、2008年～2017年）

### 四街道市
- 四街道都市計画事業　鹿渡土地区画整理事業（組合施行、1965年～1968年）
- 四街道都市計画事業　四街道駅前土地区画整理事業（市施行、1971年～1989年）
- 四街道都市計画事業　和良比特定土地区画整理事業（旧住宅公団施行、1984年～1995年）
- 四街道都市計画事業　四街道南特定土地区画整理事業（組合施行、1985年～1997年）
- 四街道都市計画事業　内黒田特定土地区画整理事業（住宅供給公社施行、1986年～1993年）
- 四街道都市計画事業　物井土地区画整理事業（都市再生機構施行、1992年～2021年）
- 四街道都市計画事業　駅南第1土地区画整理事業（組合施行、1995年～1997年）
- 四街道都市計画事業　成台中土地区画整理事業（組合施行、1996年～2018年）
- 四街道都市計画事業　駅南第2土地区画整理事業（組合施行、1997年～2000年）
- 四街道都市計画事業　和良比三才土地区画整理事業（組合施行、1999年～2001年）
- 四街道都市計画事業　四街道都市核北土地区画整理事業（市施行、2000年～2011年）
- 四街道都市計画事業　鹿渡南部土地区画整理事業（組合施行、2001年～2018年）
- 四街道都市計画事業　物井新田土地区画整理事業（組合施行、2009年～2018年）

### 八街市
- 八街都市計画事業　八街駅北側土地区画整理事業（市施行、1998年～2015年）

### 白井市・旧沼南町
- 印西都市計画事業　白井・沼南土地区画整理事業（組合施行、1993年～2004年）

### 印西市
- 印西都市計画事業　松崎土地区画整理事業（県(企業庁に一部事務委任) 施行、1997年～2008年）
- 印西都市計画事業　大森土地区画整理事業（組合施行、1979年～1988年）
- 印西都市計画事業　木下・竹袋土地区画整理事業（組合施行、1999年～2011年）
- 印西都市計画事業　木下土地区画整理事業（組合施行、1977年～1985年）

### 栄町
- 成田都市計画事業　前新田特定土地区画整理事業（組合施行、1986年～2006年）
- 成田都市計画事業　矢口工専土地区画整理事業（組合施行、1987年～1992年）

### 成田市
- 成田都市計画事業　成田駅西口土地区画整理事業（市施行、1974年～1989年）
- 成田都市計画事業　京成成田駅東口土地区画整理事業（市施行、1980年～1994年）
- 成田都市計画事業　成田第一特定土地区画整理事業（組合施行、1980年～1991年）
- 公津の杜-成田都市計画事業公津東特定土地区画整理事業（組合施行、1986年～1998年）
- ウイング土屋-成田都市計画事業　土屋土地区画整理事業（組合施行、1992年～2004年）
- 成田都市計画事業　東和田・寺台土地区画整理事業（組合施行、1993年～1999年）
- 成田都市計画事業　久住駅前特定土地区画整理事業（組合施行、1993年～2009年）
- 成田都市計画事業　土屋宮谷津土地区画整理事業（組合施行、1998年～2001年）
- 成田都市計画事業　土屋房谷津土地区画整理事業（組合施行、2000年～2007年）
- 成田はなのき台-成田都市計画事業　公津西特定土地区画整理事業（組合施行、2001年～2010年）

### 富里市
- 成田都市計画事業　日吉倉五斗蒔土地区画整理事業（組合施行、1998年～2004年）
- 成田都市計画事業　富里第二工業団地土地区画整理事業（組合施行、1993年～2005年）
- 成田都市計画事業　七栄南新木戸土地区画整理事業（市施行、1999年～2011年）
- 成田都市計画事業　七栄北新木戸土地区画整理事業（市施行、2001年～2026年）

### 香取市
- 佐原都市計画事業　粉名ロ土地区画整理事業（市施行、1959年～1962年）
- 佐原都市計画事業　佐原駅北部土地区画整理事業（組合施行、1971年～1987年）
- 佐原都市計画事業　岩ヶ崎台地土地区画整理事業（組合施行、1976年～1982年）
- 佐原都市計画事業　玉造土地区画整理事業（組合施行、1984年～1992年）

### 銚子市
- 銚子都市計画事業　弥生土地区画整理事業（組合施行、1935年～1942年）
- 銚子都市計画事業　不動ヶ丘土地区画整理事業（組合施行、1937年～1945年）
- 銚子都市計画事業　復興地区土地区画整理事業（行政庁（知事）施行、1947年～1980年）
- 銚子都市計画事業　飯沼都市改造土地区画整理事業（県施行、1960年～1982年）

### 匝瑳市
- 八日市場都市計画事業　要害台土地区画整理事業（旧八日市場市、組合施行、1970年～1974年）
- 飯倉台ニュータウン-八日市場都市計画事業　飯倉駅前土地区画整理事業（旧八日市場市、組合施行、1984年～1993年）

### 東金市
- 東金都市計画事業　東金第一土地区画整理事業（組合施行、1962年～1967年）
- 東金都市計画事業　東金駅東口土地区画整理事業（組合施行、1973年～1982年）
- 東金都市計画事業　上宿下土地区画整理事業（組合施行、1981年～1989年）
- 東金都市計画事業　福俵駅前土地区画整理事業（組合施行、1986年～1999年）
- 東金都市計画事業　田間土地区画整理事業（組合施行、1990年～2012年）
- 東金都市計画事業　小野・山田土地区画整理事業（組合施行、1993年～2002年）

### 大網白里市
- 大網白里都市計画事業　永田土地区画整理事業（組合施行、1983年～1994年）
- 大網白里都市計画事業　駒込土地区画整理事業（組合施行、1983年～1994年）
- 大網白里都市計画事業　瑞穂土地区画整理事業（組合施行、1983年～1998年）
- 大網白里都市計画事業　緑ケ丘土地区画整理事業（組合施行、1990年～1999年）
- 大網白里都市計画事業　大網駅東土地区画整理事業（町施行、2003年～2018年）

### 茂原市
- 茂原都市計画事業　茂原第一土地区画整理事業（市施行、1954年～1959年）
- 茂原都市計画事業　茂原第二土地区画整理事業（組合施行、1961年～1965年）
- 茂原都市計画事業　茂原第三土地区画整理事業（組合施行、1963年～1972年）
- 茂原都市計画事業　西町土地区画整理事業（組合施行、1964年～1978年）
- 茂原都市計画事業　茂原第四土地区画整理事業（組合施行、1965年～1972年）
- 茂原都市計画事業　下井戸土地区画整理事業（組合施行、1968年～1977年）
- 茂原都市計画事業　道表土地区画整理事業（組合施行、1972年～1980年）
- 茂原都市計画事業　東部土地区画整理事業（組合施行、1977年～1984年）
- 茂原都市計画事業　高師富士見土地区画整理事業（組合施行、1983年～1987年）
- 茂原都市計画事業　西ノ前土地区画整理事業（組合施行、1984年～1988年）
- 茂原都市計画事業　中部土地区画整理事業（組合施行、1984年～1990年）
- 茂原都市計画事業　鷲巣土地区画整理事業（組合施行、1986年～1995年）
- 茂原都市計画事業　高師小林土地区画整理事業（組合施行、1991年～2008年）
- 茂原都市計画事業　大芝土地区画整理事業（組合施行、1991年～2012年）
- 茂原都市計画事業　ゆたか土地区画整理事業（組合施行、1992年～2012年）
- 茂原都市計画事業　茂原駅前通り土地区画整理事業（市施行、1992年～2031年）
- 茂原都市計画事業　西町第二土地区画整理事業（組合施行、1993年～2006年）

### 一宮町
- 一宮都市計画事業　風田土地区画整理事業（組合施行、1961年～1978年）
- 一宮都市計画事業　宮原土地区画整理事業（組合施行、1973年～1975年）
- 一宮都市計画事業　本給土地区画整理事業（組合施行、1987年～1991年）
- 一宮都市計画事業　東浪見土地区画整理事業（組合施行、1987年～2012年）
- 一宮都市計画事業　舞台土地区画整理事業（組合施行、1989年～1998年）

### 勝浦市
- 勝浦都市計画事業　中島土地区画整理事業（市施行、1952年～1955年）
- 勝浦都市計画事業　勝浦仲町土地区画整理事業（市施行、1957年～1993年）

### いすみ市
- 大原都市計画事業　大原第一土地区画整理事業（組合施行、1968年～1970年）
- 大原都市計画事業　大原第二土地区画整理事業（組合施行、1972年～1976年）
- 大原都市計画事業　大原第三土地区画整理事業（組合施行、1972年～1976年）
- 大原都市計画事業　沢田土地区画整理事業（市施行、1978年～1982年）
- 大原都市計画事業　大原第五土地区画整理事業（組合施行、1982年～1985年）
- 大原都市計画事業　寄瀬土地区画整理事業（組合施行、1989年～2013年）

### 鴨川市
- 鴨川都市計画事業　横渚土地区画整理事業（組合施行、1979年～1987年）

### 館山市
- 館山都市計画事業　館山駅西口土地区画整理事業（市施行、1988年～2009年）